# David Mannes
David Mannes (* 16. Februar 1866 in New York City; † 24. April 1959 ebenda) war ein US-amerikanischer Geiger, Dirigent und Musikpädagoge.

## Leben
Mannes war der Sohn polnischer Einwanderer in den USA. Er verdiente das Geld für seinen Violinunterricht mit dem Sammeln und Verkauf von Flaschen. Einer seiner Lehrer war John Thomas Douglas, der Sohn eines freigelassenen Sklaven. Ab dem vierzehnten Lebensjahr spielte er, um Geld zu verdienen, u. a. auf Eisbahnen und in Bordellen. Er nahm dann Violinunterricht beim Konzertmeister der New Yorker Philharmoniker und setzte seine Ausbildung in Berlin fort.
Nach seiner Rückkehr in die USA 1891 wurde er zunächst Geiger, später Konzertmeister der New York Symphony Society, die zu der Zeit von Walter Damrosch geleitet wurde. Dort lernte er dessen Schwester Clara, eine Pianistin kennen, die er 1898 heiratete und mit der er bis in die 1920er Jahre als Mannes Duo auftrat. Ab 1905 dirigierte Mannes über vierzig Jahre hin regelmäßig Konzerte des New York Symphony Orchestra im Metropolitan Museum of Art, die seit 1914 in der großen Halle des Museums stattfanden.
In den Slums der Lower East Side unterrichtete Mannes an der Settlement School of Music ein Streichorchester für Kinder. 1912 gründete er in Harlem eine der ersten Musikschulen New Yorks für farbige Kinder. Mit seiner Frau Clara gründete er 1916 an der East 70th Street die David Mannes Music School. Als einen der ersten Dozenten konnten sie den Schweizer Komponisten Ernest Bloch gewinnen. Mit Lehrern wie dem Dirigenten George Szell, den Komponisten Georges Enesco und Bohuslav Martinů und Hans Weisse, einen Schüler Heinrich Schenkers gewann die Schule an Ansehen. Ab 1953 konnte sie anerkannte Hochschulabschlüsse vergeben und wurde in Mannes College of Music umbenannt. Mannes veröffentlichte 1938 die Autobiographie Music is My Faith.